# Volturnus Lake
Der Volturnus Lake (englisch; bulgarisch езеро Волтурн esero Wolturn) ist ein grob dreieckiger, in nord-südlicher Ausrichtung 225 m langer, 215 m breiter und 3,15 Hektar großer See auf der Livingston-Insel im Archipel der Südlichen Shetlandinseln. Er liegt 965 m östlich des Rish Point, 440 m südlich des Clark-Nunataks und 1,4 km nordwestlich des Amadok Point im Südosten der Insel.
Die bulgarische Kommission für Antarktische Geographische Namen benannte ihn 2020 nach Volturnus, einem Gott der fließenden Gewässer aus der römischen Mythologie.